# Bismutite
La bismutite è un minerale.